# Torpeda Typ 89
Torpeda Typ 89 – japońska torpeda ciężka na wyposażeniu okrętów podwodnych japońskiej marynarki wojennej, produkowana przez Mitsubishi Heavy Industries. Pierwotnie znana pod oznaczeniem GRX-2, została opracowana we wczesnych latach 80. XX wieku i uzyskała możliwości bojowe porównywalne z amerykańską torpedą Mark 48 ADCAP. Torpeda ta została wprowadzona do służby we flocie japońskiej w latach 90. i pozostaje na wyposażeniu okrętów podwodnych typów Harushio i Oyashio. Wcześniej była także przenoszona przez jednostki typu Yūshio – do momentu wycofania tych ostatnich ze służby w roku 2006. Torpeda tego typu może korzystać z naprowadzania przewodowego. W fazie terminalnej natomiast naprowadza się na cel przy użyciu pasywno-aktywnego systemu akustycznego.